# (5984) Lysippus
(5984) Lysippus (4045 T-3) – planetoida z pasa głównego asteroid okrążająca Słońce w ciągu 3,68 lat w średniej odległości 2,38 j.a. Odkryta 16 października 1977 roku.